# SeaWorld
 Der er for få eller ingen kildehenvisninger i denne artikel, hvilket er et problem. Du kan hjælpe ved at angive troværdige kilder til de påstande, som fremføres i artiklen.

Seaworld er en amerikansk kæde af forlystelsesparker i San Antonio, San Diego og Orlando. Alle parkerne har et havtema og har også store shows med delfiner (Øresvin), spækhuggere og søløver. De har blandt andet også dyr som søløver, flamingoer, amerikanske alligatorer, pingviner og isbjørne. Parkerne er ikke kun en række zoologiske anlæg men de indeholder også forlystelser og rutchebaner som Steel Eel, Kraken eller Manta som alle sammen har et tema inden for havet, havdyr eller mytologiske væsner i havet. Deres shows har skiftet igennem tiden. De har også biografer og restauranter. 